# Göttinger Forum für Altertumswissenschaft
Das Göttinger Forum für Altertumswissenschaft (GFA) ist eine Fachzeitschrift im Bereich der Altertumswissenschaften (Alte Geschichte, Klassische Philologie und Klassische Archäologie). Alle Artikel sind als fortlaufend paginierte pdf-Dateien im Internet frei zugänglich; die anfangs parallel erscheinende, jahrgangsweise Ausgabe im Druck und als CD-ROM wurde 2006 eingestellt.
Das GFA wurde 1998 begründet und wird derzeit von Johannes Bergemann, Armin Eich, Peter Eich, Ralf von den Hoff, Gerrit Kloss (Schriftleitung), Felix Pirson, Jan Radicke und Thomas Riesenweber herausgegeben (Stand 2019).
Neben der Zeitschrift erscheinen längere Monografien als Beihefte zum Göttinger Forum für Altertumswissenschaft, ursprünglich wie die Zeitschrift in der Edition Ruprecht, seit 2008 im Verlag Walter de Gruyter.